# Acutiserolis gerlachei
Acutiserolis gerlachei là một loài chân đều trong họ Serolidae. Loài này được Monod miêu tả khoa học năm 1925.